# Kévin Malcuit
Pour les articles homonymes, voir Malcuit.
Kévin Malcuit, né le 31 juillet 1991 à Châtenay-Malabry en France, est un footballeur franco-marocain. Il joue au poste d'arrière droit. Il est le frère de Samir Malcuit, également footballeur.

## Biographie
Kévin Malcuit est né en France et est d’origine marocaine et mauritanienne[réf. nécessaire]. 

### Carrière en club

#### AS Monaco et Vannes OC (2008-2012)
Kévin Malcuit est formé à l'AS Monaco à compter de 2008. Il participe à son premier match en Ligue 1 le 18 septembre 2010 contre le Toulouse FC (0-0) avant de signer, en 2011, son premier contrat professionnel avec le club de la Principauté. 
Le 31 janvier 2012, il est prêté au Vannes OC, évoluant en National, où il vient renforcer le milieu de terrain, notamment handicapé par la blessure de Mohamed Youssouf. Il inscrit le premier but de sa carrière professionnelle le 1er mars 2012 à Orléans (2-2).

#### Fréjus Saint-Raphaël (2012-2014)
Écarté par Claudio Ranieri en début de préparation estivale, il est mis à l'essai par Fréjus Saint-Raphaël, évoluant également en National, et participe à un amical contre Le Pontet (victoire 5-1) où il inscrit un doublé. Fin juillet, le jeune milieu offensif rejoint ainsi le club varois entraîné par Michel Estevan pour une saison, plus une en option.

#### Chamois niortais (2014-2015)
En janvier 2014, il signe à Niort en Ligue 2. Il joue son premier match en Ligue 2 le 18 avril 2014 en entrant en jeu à la 84e minute contre le Stade brestois. Il dispute une quarantaine de matchs sous le maillot niortais. Il est élu meilleur latéral droit de Ligue 2 lors de l'exercice 2014-2015. 

#### AS Saint-Étienne (2015-2017)
Le 28 août 2015, il signe en faveur de l'AS Saint-Étienne pour une durée de quatre ans. Il choisit d'arborer le numéro 25 sur son maillot. Le 20 septembre 2015, il dispute son premier match avec les Verts en étant titulaire contre le FC Nantes. Peu utilisé la première saison, il enchaîne les titularisations à partir de l'été 2016. Il découvre également la coupe d'Europe en jouant 7 match de Ligue Europa.

#### Lille OSC (2017-2018)
Le 8 juillet 2017, il s'engage en faveur du LOSC Lille pour une durée de cinq ans, le transfert est estimé à 9 millions d'euros,.
Durant cette saison initiale chez les dogues, le latéral lillois est victime de nombreuses blessures qui gâchent sa saison.
Grand fan de Marcelo Bielsa, entraîneur du club de août à novembre 2017, Kevin Malcuit se dit motivé à l’idée d’évoluer sous ses ordres.
Titulaire lors de la première journée de championnat contre le Football Club de Nantes, le latéral franco-marocain ne parviendra pas à enchaîner cette bonne performance, puisqu’il sortira rapidement blessé contre le Racing Club de Strasbourg lors de la journée suivante, victime d’une blessure au tendon.
De retour deux semaines plus tard sur le terrains Angers, il participe au match nul contre les Angevins (1-1). Il sera de nouveau titulaire contre Girondins de Bordeaux au stade Pierre Mauroy mais rechutera contre En Avant de Guingamp le 18 septembre.
Kevin Malcuit retrouvera après les fêtes de Noël, un entraîneur qu’il connaît très bien puisqu'il a évolué sous ses ordres à Saint-Étienne : Christophe Galtier.
Titulaire d’entrée dans ce 32e de finale de coupe de France contre Le Mans Football Club, Malcuit sera contraint de quitter ses partenaires à la 71e minute. Touché à la cuisse, le défenseur lillois sera indisponible pendant environ trois mois, à cause d'une blessure plus grave que prévu.
Il reviendra dans le groupe contre son ancien club l'AS Monaco, en participant à la fin de la rencontre, en remplaçant Adama Soumaoro.
Malcuit disputera ensuite la plupart des derniers matches de la saison, où sa belle entente sur le terrain avec Nicolas Pépé sera souvent décisive, notamment contre Toulouse et Dijon où il distillera des passes décisives pour  Nicolas Pépé et Lebo Mothiba.
Ses performances permettront le maintien du club dans l'élite et seront saluées par Didier Deschamps qui avouera le superviser en vue de la Coupe du monde. Néanmoins, il ne sera pas retenu dans les 23.

#### SSC Napoli (2018-2022)
Le 8 août 2018, il s'engage en faveur du SSC Napoli.
Après 4 saisons à Naples dont un prêt de 6 mois à la Fiorentina, il n'est pas prolongé. Il quitte donc le club libre.

#### MKE Ankaragücü (2022-)
Le 8 septembre 2022, il s'engage pour une saison au MKE Ankaragücü.

## Statistiques
| Saison                | Club                     | Championnat           | Championnat | Championnat | Coupe nationale | Coupe nationale | Coupe de la Ligue | Coupe de la Ligue | Compétition(s) continentale(s) | Compétition(s) continentale(s) | Compétition(s) continentale(s) | Total | Total |
| Saison                | Club                     | Division              | M.          | B.          | M.              | B.              | M.                | B.                | Comp.                          | M.                             | B.                             | M.    | B.    |
| 2010-2011             | AS Monaco                | Ligue 1               | 1           | 0           | -               | -               | -                 | -                 | -                              | -                              | -                              | 1     | 0     |
| 2011-2012             | AS Monaco                | Ligue 2               | 2           | 0           | 1               | 0               | 1                 | 0                 | -                              | -                              | -                              | 4     | 0     |
| Sous-total            | Sous-total               | Sous-total            | 3           | 0           | 1               | 0               | 1                 | 0                 | -                              | -                              | -                              | 5     | 0     |
| 2011-2012             | Vannes OC                | National              | 12          | 2           | -               | -               | -                 | -                 | -                              | -                              | -                              | 12    | 2     |
| Sous-total            | Sous-total               | Sous-total            | 12          | 2           | -               | -               | -                 | -                 | -                              | -                              | -                              | 12    | 2     |
| 2012-2013             | EFC Fréjus Saint-Raphaël | National              | 33          | 2           | 2               | 0               | -                 | -                 | -                              | -                              | -                              | 35    | 2     |
| 2013-2014             | EFC Fréjus Saint-Raphaël | National              | 5           | 0           | -               | -               | -                 | -                 | -                              | -                              | -                              | 5     | 0     |
| Sous-total            | Sous-total               | Sous-total            | 38          | 2           | 2               | 0               | -                 | -                 | -                              | -                              | -                              | 40    | 2     |
| 2013-2014             | Chamois niortais         | Ligue 2               | 6           | 0           | -               | -               | -                 | -                 | -                              | -                              | -                              | 6     | 0     |
| 2014-2015             | Chamois niortais         | Ligue 2               | 29          | 2           | 2               | 0               | 1                 | 0                 | -                              | -                              | -                              | 32    | 2     |
| 2015-2016             | Chamois niortais         | Ligue 2               | 4           | 0           | -               | -               | -                 | -                 | -                              | -                              | -                              | 4     | 0     |
| Sous-total            | Sous-total               | Sous-total            | 39          | 2           | 2               | 0               | 1                 | 0                 | -                              | -                              | -                              | 42    | 2     |
| 2015-2016             | AS Saint-Étienne         | Ligue 1               | 9           | 0           | 3               | 0               | -                 | -                 | -                              | -                              | -                              | 12    | 0     |
| 2016-2017             | AS Saint-Étienne         | Ligue 1               | 25          | 0           | 2               | 0               | -                 | -                 | C3                             | 7                              | 0                              | 34    | 0     |
| Sous-total            | Sous-total               | Sous-total            | 34          | 0           | 5               | 0               | -                 | -                 | -                              | 7                              | 0                              | 46    | 0     |
| 2017-2018             | LOSC Lille               | Ligue 1               | 23          | 0           | 1               | 0               | 1                 | 0                 | -                              | -                              | -                              | 25    | 0     |
| Sous-total            | Sous-total               | Sous-total            | 23          | 0           | 1               | 0               | 1                 | 0                 | -                              | -                              | -                              | 25    | 0     |
| 2018-2019             | SSC Napoli               | Serie A               | 24          | 0           | 1               | 0               | -                 | -                 | C1+C3                          | 0+2                            | 0                              | 27    | 0     |
| 2019-2020             | SSC Napoli               | Serie A               | 4           | 0           | 1               | 0               | -                 | -                 | C1                             | 2                              | 0                              | 7     | 0     |
| 2020-2021             | SSC Napoli               | Serie A               | 2           | 0           | -               | -               | -                 | -                 | C3                             | -                              | -                              | 2     | 0     |
| 2021-2022             | SSC Napoli               | Serie A               | 8           | 0           | -               | -               | -                 | -                 | C3                             | 4                              | 0                              | 12    | 0     |
| Sous-total            | Sous-total               | Sous-total            | 38          | 0           | 2               | 0               | -                 | -                 | -                              | 8                              | 0                              | 48    | 0     |
| 2020-2021             | ACF Fiorentina           | Serie A               | 5           | 0           | -               | -               | -                 | -                 | -                              | -                              | -                              | 5     | 0     |
| Sous-total            | Sous-total               | Sous-total            | 5           | 0           | -               | -               | -                 | -                 | -                              | -                              | -                              | 5     | 0     |
| Total sur la carrière | Total sur la carrière    | Total sur la carrière | 192         | 6           | 11              | 2               | 3                 | 0                 | -                              | 15                             | 0                              | 221   | 8     |

## Palmarès
SSC Naples
- Championnat d'Italie
  - Vice-champion d'Italie en 2019
- Coupe d'Italie
  - Vainqueur de la Coupe d'Italie en 2020

## Distinctions personnelles
- Étoile d'Or France Football 2014-2015 en Ligue 2[11]